# ادی گلیدال
ادی جیدال (انگلیسی: Eddie Gleadall؛ – 1993) بازیکن فوتبال اهل بریتانیا بود.
از باشگاه‌هایی که در آن بازی کرده‌است می‌توان به باشگاه فوتبال ویموث، باشگاه فوتبال بری، و باشگاه فوتبال اسکانتورپ یونایتد اشاره کرد.